# شهرستان سنپیت (یوتا)

شهرستان سنپیت، یوتا یکی از شهرستان‌های ایالت یوتا است که در نواحی مرکزی این ایالت جای گرفته. جمعیت این شهرستان ۲۷.۸۲۲ نفر برآو.رد شده و مساحتی معادل ۴.۱۵۰ کیلومتری‌مربع دارد.

## پیوند
- وب‌گاه رسمی